# Жора-де-Жос
Жора-де-Жос (рум. Jora de Jos) — село в Оргіївському районі Молдови. Входить до складу комуни, адміністративним центром якої є село Жора-де-Міжлок.

## Населення
За даними перепису населення 2004 року у селі проживали 1269 осіб.
Національний склад населення села:
| Національність       | Кількість осіб | Відсоток   |
| -------------------- | -------------- | ---------- |
| молдавани румуни     | 1257 1         | 99,1% 0,1% |
| українці             | 3              | 0,2%       |
| росіяни              | 2              | 0,2%       |
| болгари              | 2              | 0,2%       |
| інша / без відповіді | 4              | 0,3%       |
| Всього               | 1269           | 100%       |